# Simulium watetoense
Simulium watetoense är en tvåvingeart som beskrevs av Takaoka 2003. Simulium watetoense ingår i släktet Simulium och familjen knott. Inga underarter finns listade i Catalogue of Life.